# Apeniny

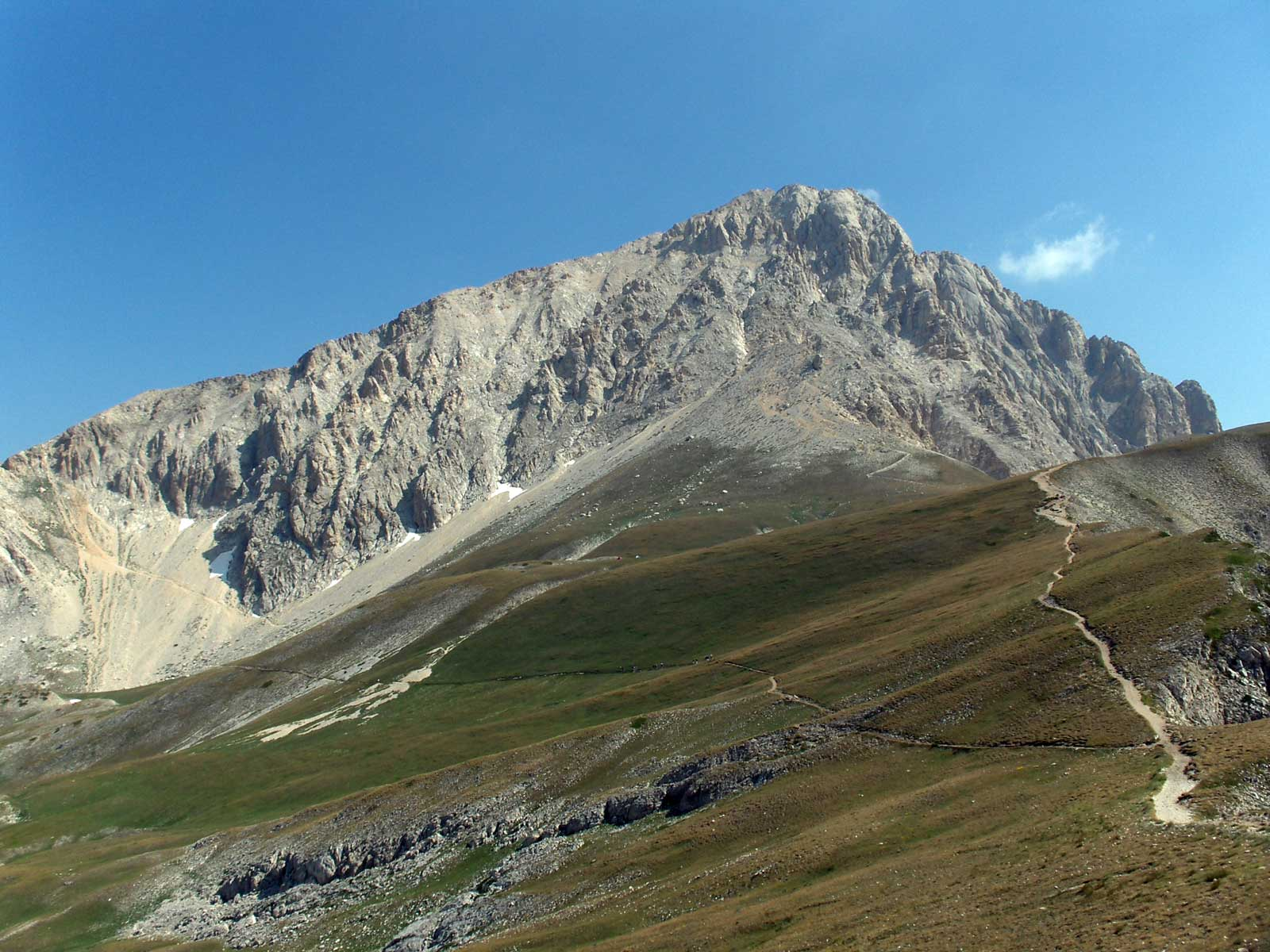
Corno Grande

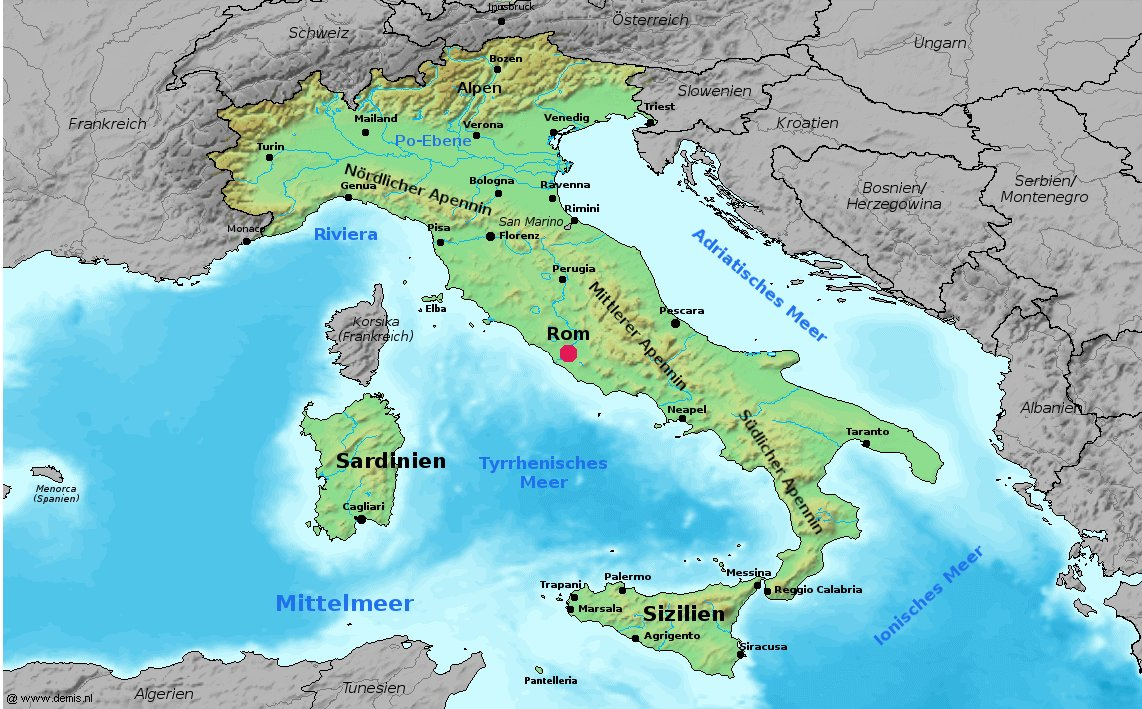
Geografická mapa Apenin

Apeniny (italsky Appennini) jsou horské pásmo procházející napříč celou Itálií (ve směru severozápad – jihovýchod) a tvořící tak jakousi páteř země. Mají délku 1 200 km a šířku 70 až 100 km. Nejvyšším vrcholem je Corno Grande s výškou 2 912 m. Hory jsou většinou zelené a zalesněné, ačkoli jednu stranu nejvyššího vrcholu Gran Sasso, částečně pokrývá nejjižnější ledovec v Evropě (Ghiacciaio del Calderone). Východní strana hor směřující k Jaderskému moři je strmá, zatímco západní svahy spadají pozvolna. Podle pohoří je také pojmenován celý Apeninský poloostrov a rovněž pohoří Montes Apenninus na přivrácené straně Měsíce.

## Poloha
Apeninský řetězec začíná severozápadním sedlem Colli di Cadibona (435 m) nedaleko přímořského města Savona. Právě u Janovského zálivu navazuje na poslední západoalpské výběžky. Na opačném konci, vzdáleném přes 1 200 km, vymezuje Apeniny Messinská šíje. Za volné pokračování Apenin bývají považována veškerá sicilská pohoří včetně nejvyšší činné evropské sopky Etny. Na západě se dotýkají apeninské výběžky Ligurského, jižněji Tyrhénského moře, na východě Jadran a moře Jónské. Šířka vlastního horského hřebene činí 40 – 60 km, v okolí Neapole dokonce 100 km. Zatímco v severních oblastech mívají apeninské hřebeny víceméně paralelní orientaci, na jihu se tento rys vytrácí.

## Členění

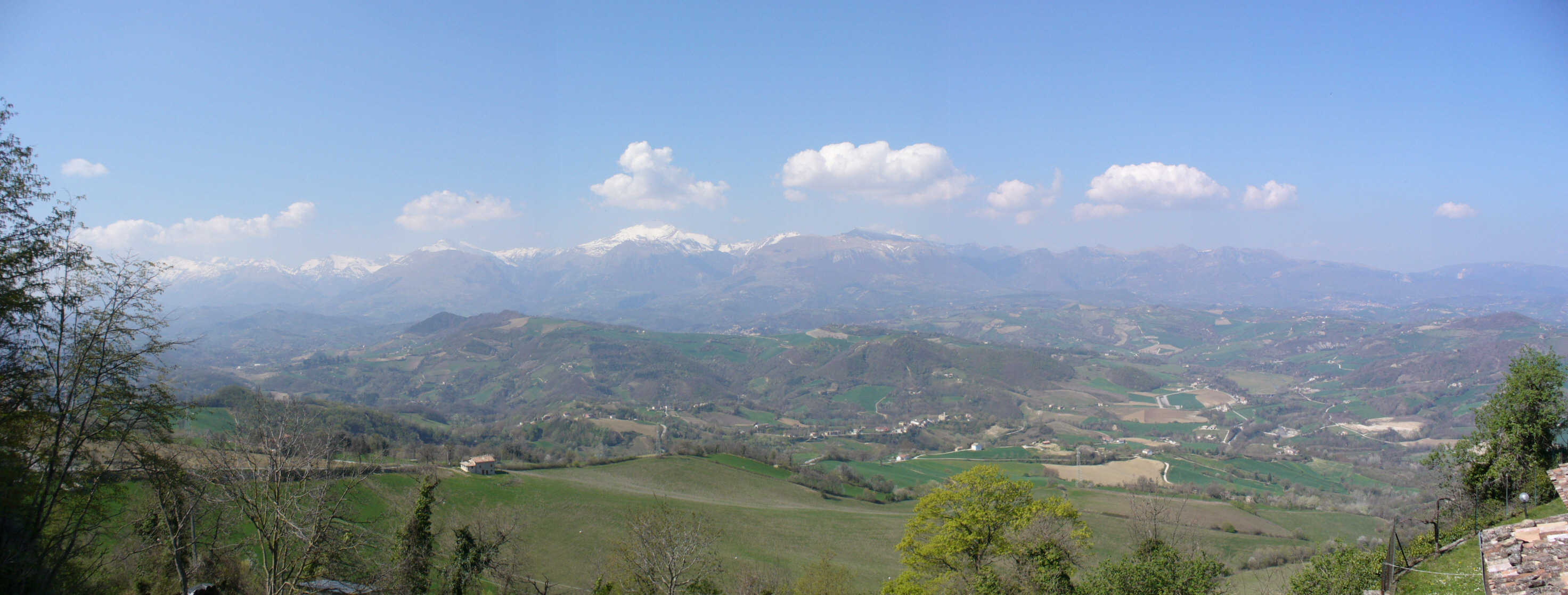
Umbrické Apeniny

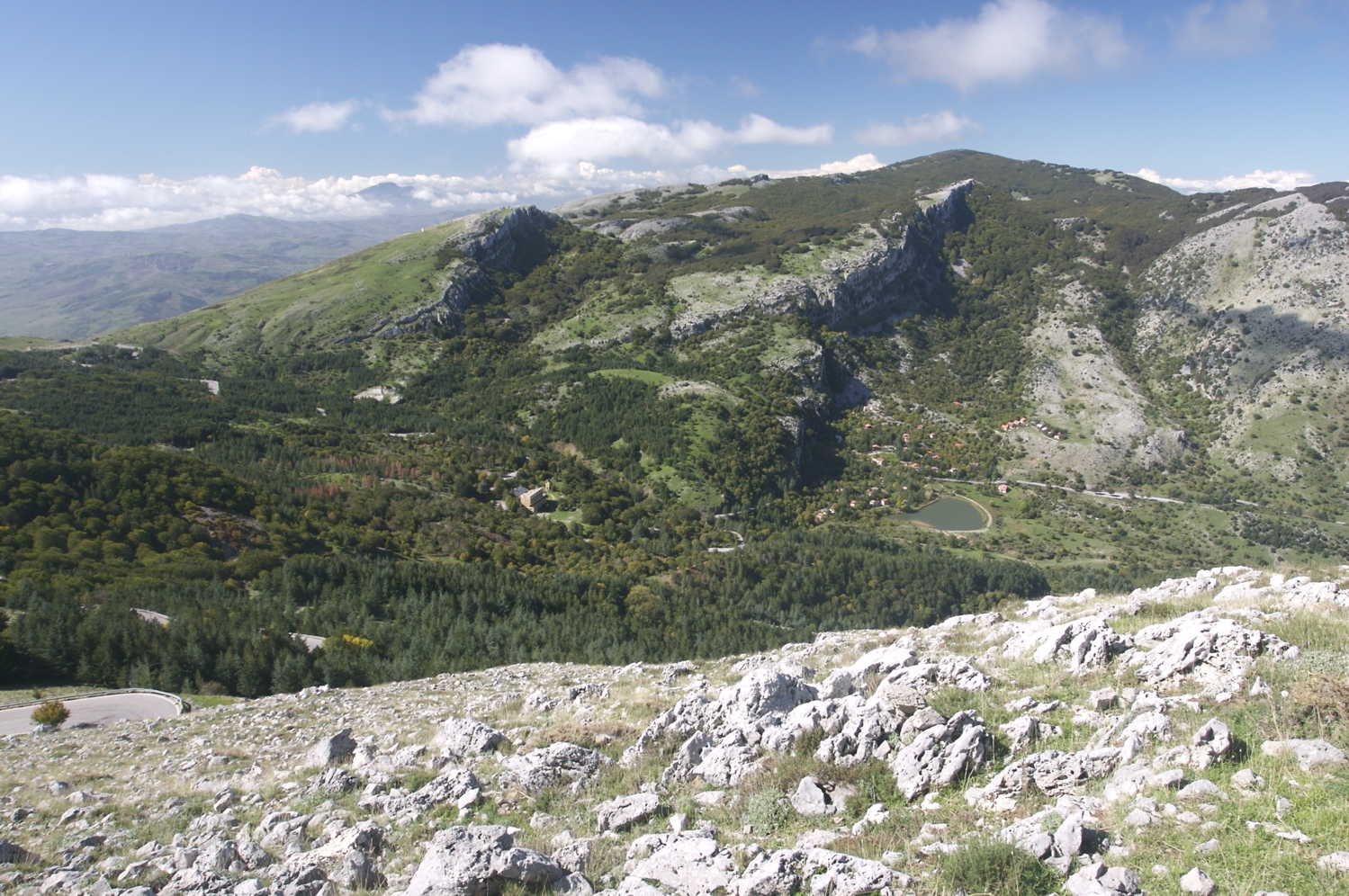
Sicilské Apeniny

Apeniny mají tvar k severovýchodu namířeného luku. Jejich masiv není zdaleka tak sourodý a souvislý jak se zdá. Rozděluje se na několik samostatných jednotek, tzv. Apeninů. Ty dělíme na desítky skupin, stovky horských hřbetů a samostatných hor. Od severozápadu jsou hlavními jednotkami:
Severní Apeniny
(Appennino settentrionale)
- Ligurské Apeniny (Appennino ligure), nejvyšší hora Monte Maggiorasca (1 804 m)
- Toskánsko-emiliánské Apeniny nebo Etruské Apeniny (Appennino tosco-emiliano), Monte Cimone (2 165 m)

Střední Apeniny
(Appennino centrale)
- Umbrické Apeniny (Appennino umbro-marchigiano), Monte Vettore (2 476 m)
- Abruzské Apeniny (Appennino abruzzese), Corno Grande (2 912 m)

Jižní Apeniny
(Appennino meridionale)
- Samnitské Apeniny (Appennino sannita), Monte Miletto (2 050 m)
- Kampánské Apeniny (Appennino campano), Monte Cervialto (1 810 m)
- Lukánské Apeniny (Appennino lucano), Serra Dolcedorme (2 267 m)
- Kalabrijské Apeniny (Appennino calabro), Serra Dolcedorme (2 267 m)

Sicilské Apeniny
(L'Appennino Siculo)
- Pohoří Peloritani, Nebrodi a Madonie, Pizzo Carbonara (1 979 m)

Subapeniny a Antiapeniny
(Subappennino e Antiappennino)
Subapeniny jsou samostatná pohoří a vrchoviny, které se rozkládají souběžně s Apeninami, jsou však na nich nezávislé. Leží ve středozápadní a jihovýchodní Itálii. K nejvíce známému pohoří Subapenin náleží Apuánské Alpy. Dále se rozlišují Antiapeniny, které jsou rovněž nezávislé na hlavním řetězci Apenin. Náleží k nim například toskánský krystalický masiv Colline Metallifere nebo vrchovina na poloostrově Gargano.

## Geologie
Apeniny se formovaly zejména v třetihorách. Není bez zajímavosti, že značná část Apeninského poloostrova bývala kdysi součástí Afriky. Centrum Středozemí je po tektonické stránce dodnes velmi aktivní, patrně nejvíc v Evropě. Je zde bohatá vulkanická činnost a vydatná zemětřesení. Jejími nejznámějšími projevy jsou Flegrejská pole a Solfatara u Neapole nebo jediný dosud činný vulkán kontinentu Vesuv (1 281 m). Apuánské Alpy jsou vápencové a nalézá se zde Antro del Corchia, jedna z nejhlubších propasťovitých jeskyní světa.

## Podnebí
Klima Apenin je velice rozmanité. Ovlivňuje ho poloha v centru Středozemí a účinné odclonění od evropského severu masivem Alp. Důležitá je také poledníková orientace a značná délka pohoří. Obecně zde platí, že od severu na jih srážek ubývá a teploty vzrůstají. Roční úhrny srážek na západě významně převyšují úhrny z jaderské strany. Letní noci bývají u vrcholů studené, běžné jsou zde prudké a vydatné odpolední bouřky. Na návětrných svazích středních Apenin dosahují roční úhrny srážek 2 000 mm, východ vykazuje několikanásobně menší hodnoty. V severních částech hor padá nejvíc srážek na jaře a na podzim, na jihu prší nebo sněží převážně v zimě. Ve vrcholových polohách sníh leží až devět měsíců, některá firnová pole a sněžníky neroztávají několik let. Sněhové nadílky využívají a provozovazelé lyžařských center a magistrál. Lyžovat se dá i pár desítek kilometrů od Říma.

## Vodstvo

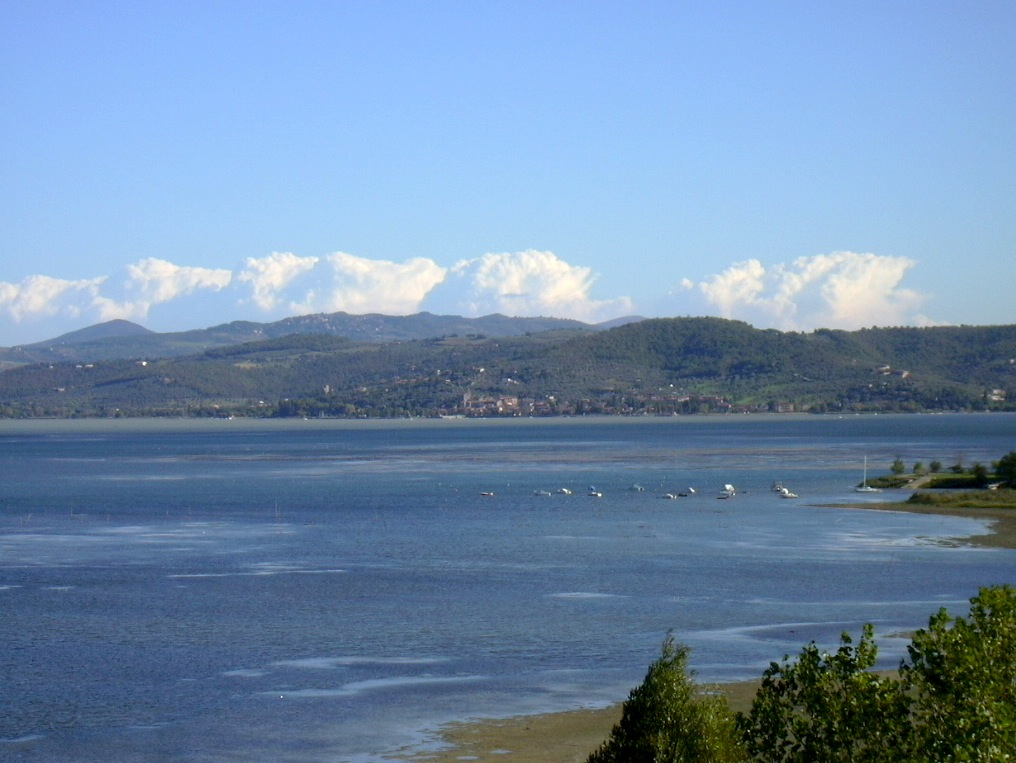
Trasimenské jezero

Řeky
V Apeninách pramení tisíce toků. Mnohé z nich, zejména na jihu mají charakter periodický, v létě a na podzim vysychají. Z trvalých řek stékají na západ např. Arno, Ombrone, slavná Tibera, Volturno nebo Savuto. Do vod Jadranu tečou Tornaro, Panaro, Pád, dále na jih pak Reno, Metáuro, Pescara, Sangro, Bradano či Neto.
Jezera
Na rozdíl od alpské a podalpské oblasti není apeninská Itálie příliš bohatá na přirozená jezera. Největší jsou zde Lago Trasimeno, Lago di Bolsana a Lago di Bracciano. První z nich vzniklo tektonicky, obě zbývající mají původ sopečný. Ještě vzácněji jsou zastoupena jezera krasová nebo ledovcová, která vyplňují některé kary v nejvyšších apeninských skupinách. Síť umělých vodních nádrží je bohatší.
Sníh a Ledovec
Určitou glaciologickou kuriozitu Gran Sasso d'Italia představuje menší firnový ledovec Ghiaciaio del Calderone. Je druhým nejjižnějším svého druhu v Evropě. Od vrcholového kříže hory Corno Grande připomíná trochu větší sněžník, dole se však pochyby ztrácejí. Středoapeninská hranice trvalého sněhu probíhá v nadmořské výšce asi 2 900 metrů, lze ji proto s jistotou překročit pouze v okolí nejvyššího štítu.

## Příroda

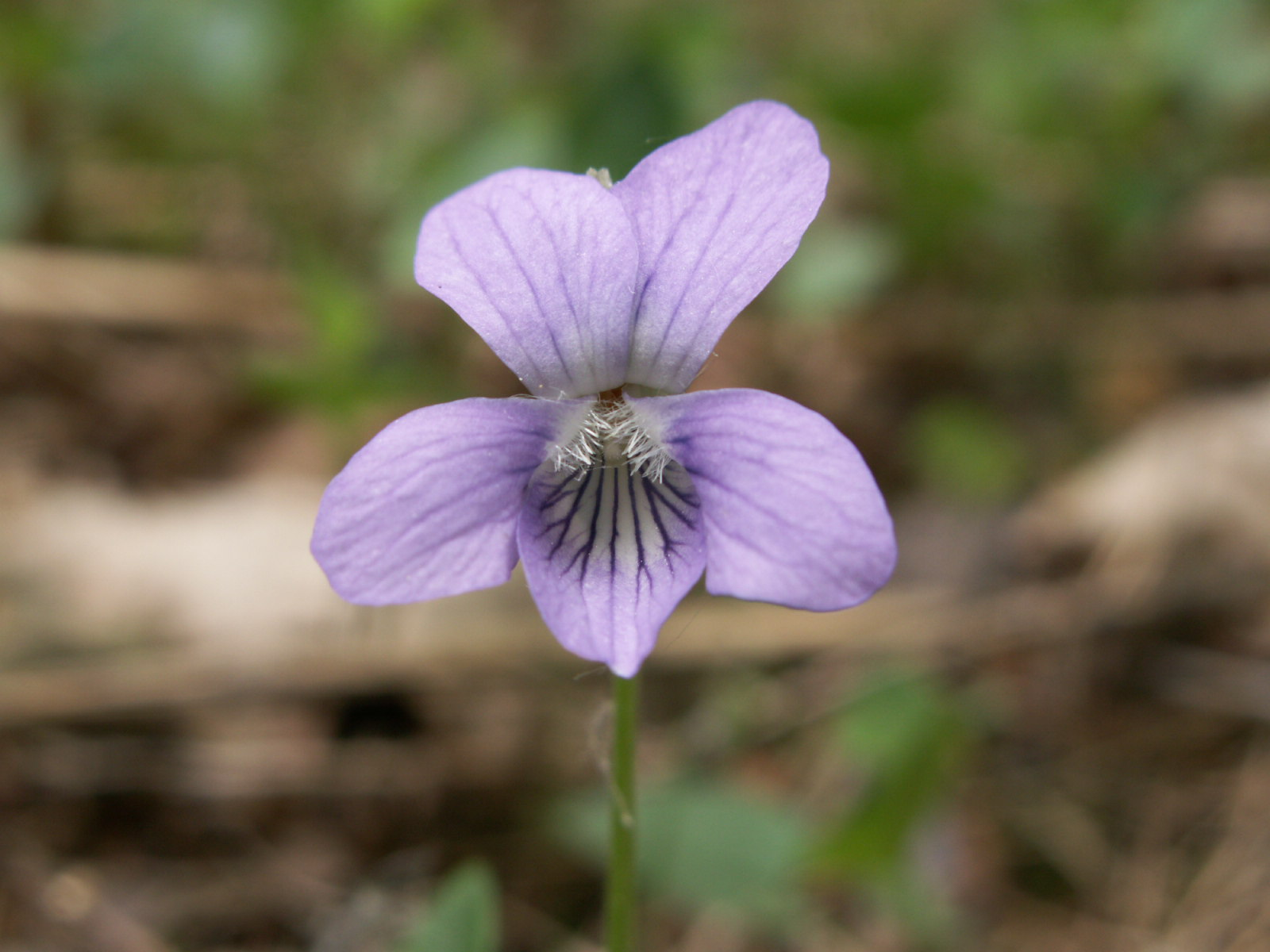
Violka psí

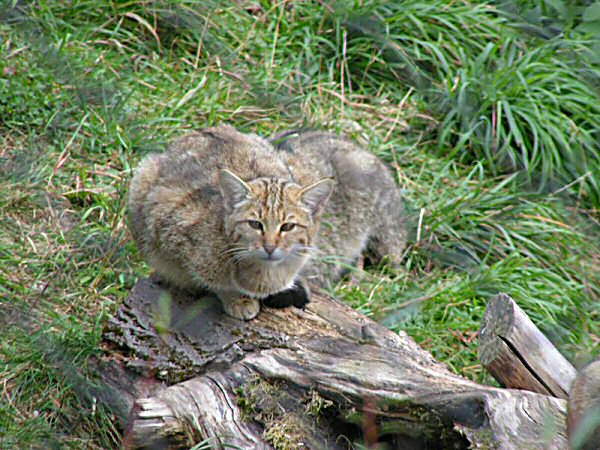
Kočka divoká

### Flóra a vegetace
Vegetační stupňovitost v Apeninách začíná v nejnižších polohách  pozůstatky stálezelených tvrdolistých doubrav s převažujícím dubem cesmínovitým, a častěji také jejich náhradní vegetací – křovinatou makchií. Na ně navazují opadavé teplomilné doubravy s druhy jako dub pýřitý, dub cer, jasan zimnář či habrovec habrolistý. Horské polohy na srážkově bohatších severních svazích okupují bučiny s bukem lesním a jedlí bělokorou, na suchých jižních svazích převládají borovice černá a na jihu také Heldreichova. Vzácným endemitem sicilského pohoří Nebrodi je jedle sicilská (Abies nebrodensis). Jen v nemnoha pohořích je vyvinut také subalpínský stupeň s křovinami borovice kleče a jalovce obecného poléhavého (Juniperus communis subsp. nana).

### Fauna
Také původní apeninská fauna je poměrně pestrá. V pásmu horských lesů dosud přežívají zbytky vlčích smeček nebo samotářští medvědi (Abruzzy), trochu hojnější jsou divoké kočky (poddruh Felis silvestris molisana), divočáci, jeleni, daňkové a srnci. Drobnější savce zastupují např. kuna, vydra a jezevec. V teplých porostech nižších poloh lze po setmění zastihnout dokonce dikobraza. U sněhových polí a pod horskými vrcholy se vyskytují dnes již malá stáda původních kamzíků. Z dravých ptáků jsou zde zastoupeni supi, sokoli a stále vzácnější orli. Další ptáci jako kavčata, pěnkaváci a zedníčkové skalní.

### Ochrana přírody
Floru a faunu se zde snaží zachovat zdárně se rozrůstající síť apeninských chráněných území. Jde především o národní parky (Abruzzo, Calabria, Sibillini a Gran Sasso e Monti della Laga), regionální přírodní parky (Alpi Apuane, Pollino, Montii Simbruini) a řadu maloplošných rezervací.

## Obyvatelstvo a osídlení

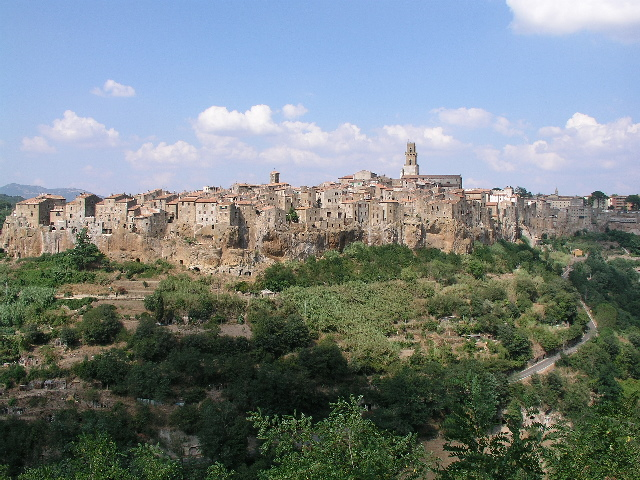
město Pitigliano, Centrální Apenin

Kolonizace Apenin nerozlučně souvisí s osídlováním celého poloostrova. Jeho historie sahá daleko před začátek našeho letopočtu, nejstarší archeologické nálezy pocházejí z druhého tisíciletí př. n. l. Prolnulo a vystřídalo se tu nesčetně etnik, kultur a kulturních vlivů. Připomeňme alespoň Ligury, Kelty nebo Etrusky. Mnohé apeninské oblasti pochopitelně poznamenala říše římská a raný i pozdější středověk. Stavební styly románský, gotický, renesanční i barokní. V 19. století Itálii poprvé sjednotil Garibaldi.
Hustota osídlení je ve vyšších polohách nízká. Nad hranicí 500 m uvádějí statistiky ještě padesát, nad 1 000 m méně než deset obyvatel na km². 
Hlavním zdrojem obživy zde byly odjakživa pastvinářství, podhorské i horské zemědělství a tradiční řemesla. Současnost je stále zřetelněji ve znamení rekreace a turismu. Podobně jako v dalších horách v Evropě se i zde množí nové hotely, ubytovny, lanovky a lyžařské vleky.

## Turismus

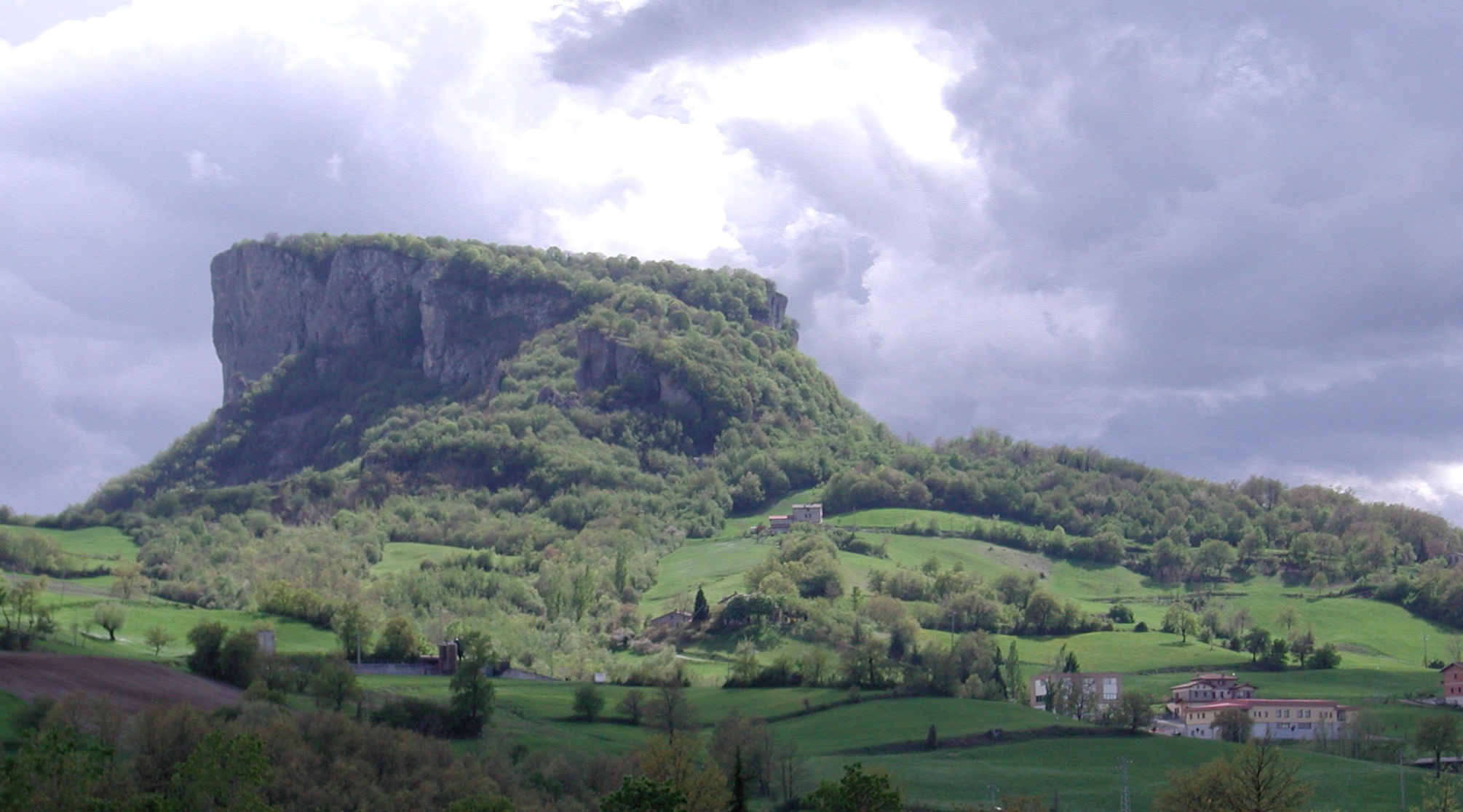
Pietra di Bismantova

Do známých a atraktivních partií hor vede vcelku hustá síť uspokojivě značených turistických cest. O jejich údržbu pečuje převážně Italský alpinistický klub CAI. Apeniny jsou poněkud ve stínu slavných a vysokých Alp, ale jejich neopakovatelné atmosféře přichází na chuť stále více návštěvníků. Dosud mezi nimi převládají Italové, ovšem i v odlehlejších místech lze potkat také Angličany, Japonce, Němce a jiné turisty. Jedni ocení možnost hvězdicových výletů, další dají přednost dlouhým hřebenovým túrám a přechodům. Na své si přijdou i horolezci všeho druhu. Vyhledávány jsou především příkré severní srázy granssaského masivu nebo stolová hora Pietra di Bismantova nedaleko města Reggio nell'Emilia. Právě zde, v Apeninách, je horská a středozemní krajina a staletý vliv kultury v souladu, který sem láká milovníky památek i divoké přírody.